# 미하일로프 (랴잔주)

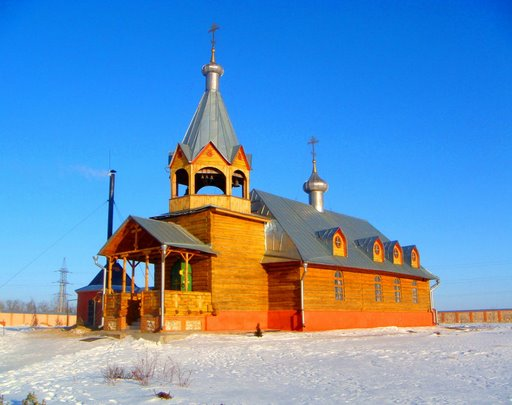
미하일로프 포크롭스키 수도원

미하일로프(러시아어: Михайлов)는 러시아 랴잔주에 위치한 도시로 프로냐강(오카강의 지류)에 접해 있다. 랴잔에서 남서쪽으로 68km 지점에 위치해 있다. 인구는 1만3,295명(2002년)이다.
미하일로프는 1546년에 지어졌고 모스크바 공국의 일부에 속했다. 1618년에 미하일로프는 10일 공성전에서 폴란드군의 공격을 받았다. 1708년에는 모스크바 현의 도시로 되었다.